# Greußener Jungs

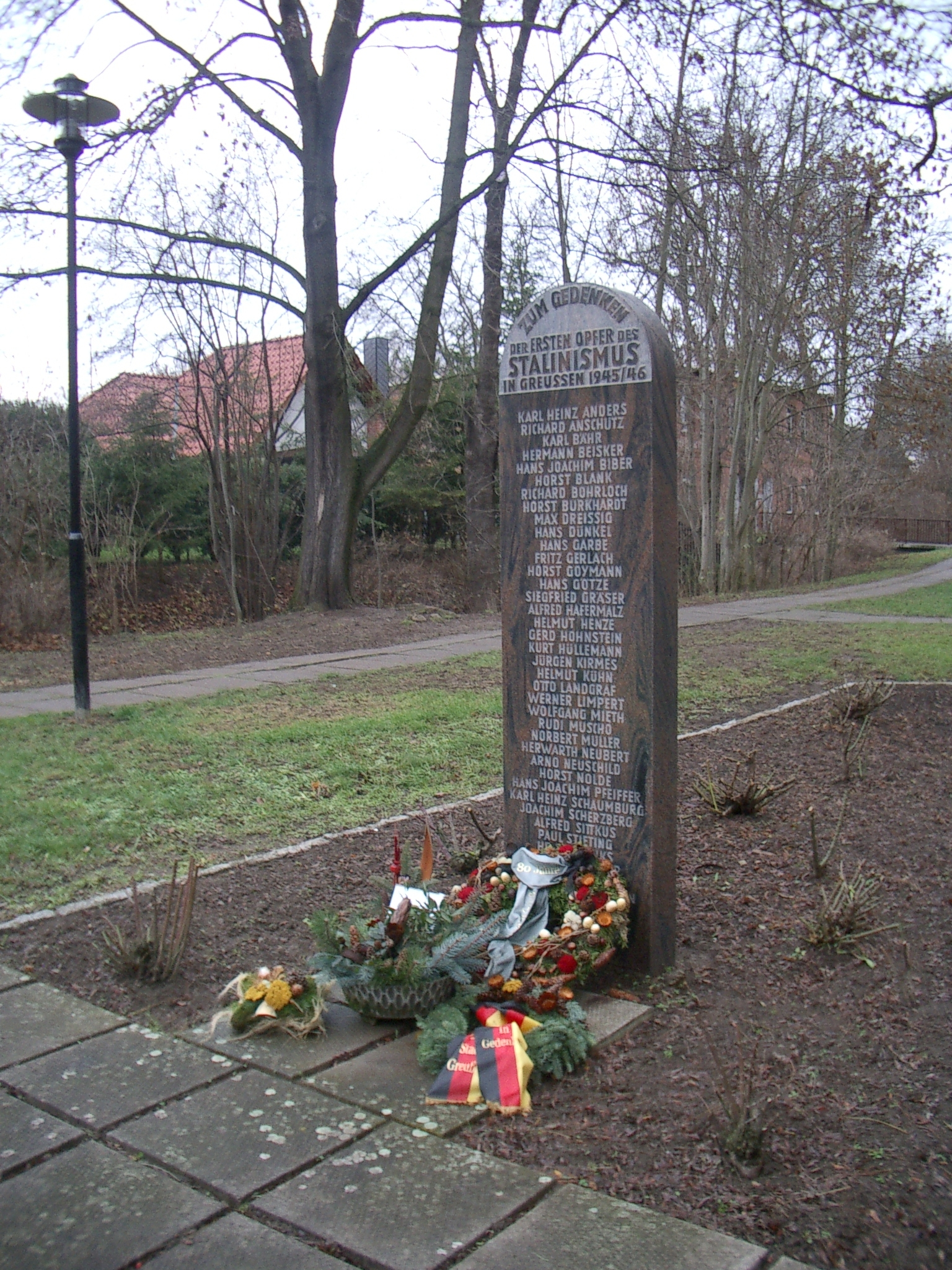
Denkmal für die Greußener Jungs

Greußener Jungs wird eine Gruppe von 38 männlichen Jugendlichen genannt, die zwischen Oktober 1945 und Januar 1946 in Greußen denunziert und verhaftet wurden. Sie standen unberechtigt unter dem Verdacht, der Freischärlerbewegung der „Werwölfe“ anzugehören. Die Jugendlichen wurden an das NKWD ausgeliefert und von einem sowjetischen Militärtribunal zum Tode oder zu hohen Zuchthausstrafen verurteilt. Von ihnen verstarben 24 im Speziallager Sachsenhausen, die 14 Überlebenden kamen erst 1950 frei.

## Geschichte der Greußener Jungs

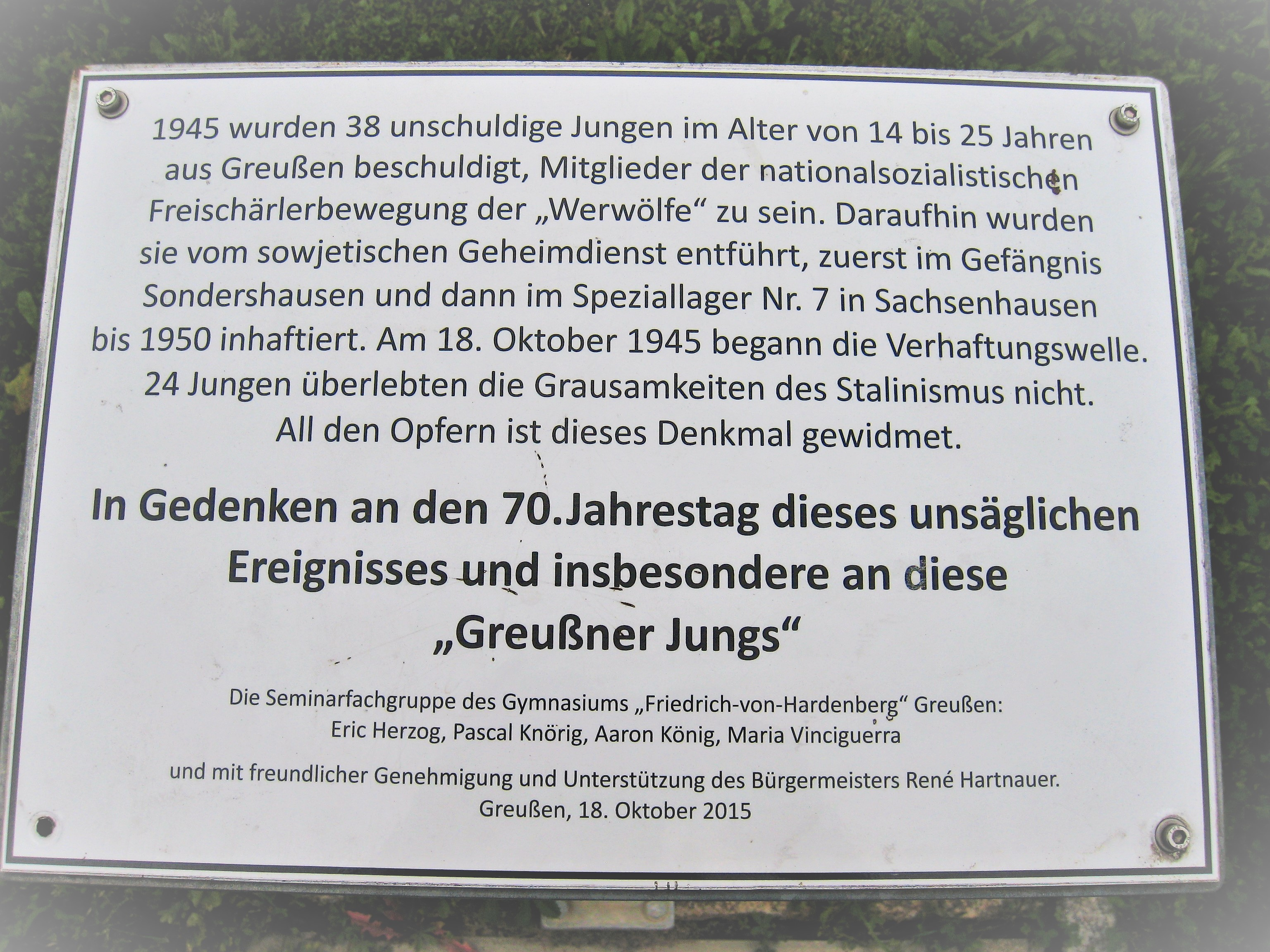
Informationstafel vor der Staatlichen Regelschule in Greußen

### Vorgeschichte
Anfang Juli 1945 war in Thüringen die US-amerikanische durch eine sowjetische Besatzung abgelöst worden, die am 16. Juli eine Sowjetische Militäradministration (SMAD) für das Land bildete. Unter ihr arbeitete eine deutsche Landesverwaltung. Es wurden vier Parteien zugelassen (SPD, KPD, LDP und CDU), welche Antifa-Ausschüsse bildeten. Einschneidende politische und wirtschaftliche Maßnahmen wurden ergriffen: Entnazifizierung (besonders im Bereich von Verwaltung, Justiz und Polizei), Enteignungen, Bodenreform und Demontagen für die UdSSR. Die SMAD richtete unter Regie des NKWD zehn Speziallager für politische Gegner ein (z. B. Buchenwald und Sachsenhausen). Das NS-Regime hatte im Angesicht seines Endes noch die Bildung einer Partisanen-Organisation „Werwolf“ für die von den Alliierten besetzten Gebiete propagiert, die aber keine nennenswerte Bedeutung erlangte.

### Greußen
In der thüringischen Kleinstadt Greußen tauchten Mitte Oktober 1945 maschinengeschriebene Flugblätter („Hier spricht der Werwolf“: Angriffe wegen sowjetischer Maßnahmen, wie der Demontagen) und danach ein handgeschriebener Zettel mit einer persönlichen Drohung gegen zwei Kommunisten auf, was von den Oberen des Ortes als Beweis für Werwolf-Aktivitäten gewertet wurde. Die Polizei verhaftete von Oktober 1945 bis Mitte Januar 1946 insgesamt 39 männliche Jugendliche zwischen 15 und 23 Jahren, darunter je einen ein- und beidseitig beinamputierten und einen beidseitig armgelähmten Kriegsversehrten, auch Mitglieder der Antifa-Jugend und Söhne von KPD-Genossen. Vom Alter her waren eine Reihe von ihnen nach deutschem Recht nicht strafmündig, nach sowjetischem Recht jedoch alle, weil dort die Strafmündigkeit ab dem zwölften Lebensjahr begann. Sie wurden verhört, misshandelt und an das NKWD, die Geheimpolizei der Besatzungsmacht, ausgeliefert.

### Sondershausen
Die Verhöre der Jugendlichen gingen im NKWD-Gefängnis Sondershausen verschärft weiter. Auch die Eltern wurden vernommen. Sie waren von der Unschuld ihrer Söhne überzeugt und kämpften über alle Jahre bis 1950 für deren Freilassung. Sie schalteten dabei alle Persönlichkeiten und Institutionen ein, von denen sie sich Unterstützung versprachen. Diese erhielten sie auch, so durch Parteien, Organisationen, Regierungsvertreter, Superintendenten, den evangelischen und den katholischen Bischof. Die Eltern verfassten sogar ein Gnadengesuch an den Generalissimus Stalin. Die Anstrengungen der Angehörigen erhielten besonderen Auftrieb, als sich Mitte Mai 1946 herausstellte, dass die handgeschriebene Werwolf-Drohung zugegebenermaßen von einem der KPD angehörenden städtischen Angestellten verfasst worden war, der sich hervortun und „die Funktionäre der KPD zu größerer Initiative auffordern“ wollte. Er hatte dann in seiner Eigenschaft als Hilfspolizist persönlich an der Misshandlung von Jugendlichen, darunter Minderjährigen, teilgenommen. Als Folge der Verhaftungswellen waren auch noch etwa 40 Jugendliche in westliche Besatzungszonen geflüchtet.
Freigelassen wurden die verhafteten Jugendlichen aber nicht. „In diesen Wochen des Frühjahrs und Sommers 1946 werden die Greußener Jungs von Offizieren des NKWD im Sondershäuser Gefängnis verhört, einzeln, meist nachts und begleitet von körperlichen Misshandlungen, Schlägen, Drohungen, Essensentzug und psychischen Demütigungen. […] sanitäre, medizinische und hygienische Bedingungen miserabel […] Die Verhöre werden in Russisch geführt, selten oder nur unvollkommen übersetzt. Die Verhörten haben keinerlei Beistand, keinen Kontakt nach draußen oder zu Angehörigen und kaum Kontakt untereinander […] Schließlich können die Jungs dem enormen psychischen Druck nicht mehr standhalten. […] sie unterschreiben einen russischen Text. […] nur, damit diese schreckliche Qual zu Ende geht. […] Im Verlauf des Juli 1946 werden die Jungen dann aufgrund dieser (erpressten) Geständnisse von einem Sowjetischen Militärtribunal verurteilt. […] Die Strafmaße sind Todesurteile, und je 5, 10 oder 15 Jahre Zwangsarbeit bzw. Arbeitslager. Berufung oder Revision gibt es nicht, auch keine Benachrichtigung der Angehörigen“. Der Widerruf der Geständnisse vor dem Gericht wurde nicht anerkannt. Unter den drei zum Tode Verurteilten befanden sich nach Zeugenaussagen die beiden Beinamputierten. Inoffiziell drang die Nachricht von den Urteilen nach Greußen und erzeugte dort eine entsprechende Stimmung unter Eltern und Bevölkerung.

### Sachsenhausen
Die Jugendlichen wurden in das Speziallager Nr. 7 Sachsenhausen des NKWD überführt, ohne Nachricht an die Eltern. „Die Greußener Jungs bleiben für die nächsten Jahre in Zone 2 des Speziallagers. Sie dürfen nicht arbeiten, nicht lesen, weder Spiele noch Werkzeuge sind erlaubt. Verpflegung und medizinische Betreuung sind denkbar schlecht“. „Am 1. November 1946 kürzt das NKWD in allen seinen Speziallagern auf dem Gebiet der SBZ die Essenrationen radikal. […] Sprunghaft steigen Erkrankungen und Todesfälle an“. Im Verlaufe des Jahres 1946 verstarben vier Jugendliche, ohne Nachricht an die Eltern.
Im August 1946 war der obengenannte städtische Angestellte verhaftet worden und wurde 1947 wegen wissentlich falscher Anschuldigung und Misshandlungen zu zwei Jahren Gefängnis verurteilt. Den Urhebern der maschinengeschriebenen Flugblätter, deren Verbreitung dem handgeschriebenen Zettel vorausgegangen war, kam man nicht auf die Spur. Im März 1947 bescheinigte der Antifa-Ausschuss der Stadt Greußen (SED, LDP, CDU), dass: „hierorts nichts darüber bekannt ist, dass es hier je zur Bildung einer Werwolf-Organisation gekommen ist. Eine solche Organisation hat hier nie bestanden“. Im Verlaufe des Jahres 1947 verstarben weitere acht Jugendliche in Sachsenhausen, ohne Benachrichtigung ihrer Angehörigen. 1949 wurde in einem neuen Verfahren eine Zuchthausstrafe von fünf Jahren für den o. g. städtischen Angestellten, der inzwischen im Uranbergbau arbeitete, „wegen Verbrechens gegen die Menschlichkeit“ ausgesprochen. Er legte Revision ein und wurde freigesprochen. 1949 verstarben drei weitere Jugendliche.

### Entlassung der Überlebenden
Zu Beginn des Jahres 1950 löste die Sowjetunion ihre Speziallager in der DDR auf, entließ die Überlebenden oder übergab sie der DDR-Justiz. „Aufgrund einer großherzigen Entlassungskampagne“ wurden neun der Greußener Jungs nach Hause entlassen – und brachten die Todesnachrichten mit –, fünf andere wurden noch in die Strafanstalten Torgau und Luckau transportiert. Diese sollten durch „Gnadenerweis“ am 6. Oktober 1950 entlassen werden, einer verstarb jedoch vorher. Insgesamt kehrten 24 der 38 Greußener Jungs nicht mehr nach Hause zurück.
Zu Beginn des Jahres 1995 haben einige der damals verurteilten Greußener Jungs auf ihre Anforderung hin vom Obersten Staatsanwalt der Russischen Föderation in Moskau ihre Rehabilitierung erhalten.
Vor der Staatlichen Regelschule (früher Gymnasium; Herrenstraße 5) in Greußen befindet sich ein Gedenkstein mit den Namen der 38 verurteilten Jugendlichen, darüber steht der Satz: „ZUM GEDENKEN DER ERSTEN OPFER DES STALINISMUS IN GREUSSEN 1945/46“. Der 1990 erstmals wieder frei gewählte Gemeinderat von Greußen hatte bereits auf seiner ersten Sitzung die Errichtung des Denkmals beschlossen, das dann am 24. November 1990 in Anwesenheit von vier Überlebenden feierlich eingeweiht wurde.
In einer Dokumentation von 1995, die auf allen zugänglichen Unterlagen, Opfer- und Zeugen-Befragungen basiert, würdigt der Autor Günter Agde auch das Engagement der Eltern: „Die Spuren von den Eltern der Greußener Jungs versickern allmählich. Jedoch ihr Mut, ihre Zähigkeit, ihr Kampf um ihre Kinder bleiben unvergessen.“